# Monteforte Irpino
Monteforte Irpino é uma comuna italiana da região da Campania, província de Avellino, com cerca de 8.674 habitantes. Estende-se por uma área de 26 km², tendo uma densidade populacional de 334 hab/km². Faz fronteira com Avellino, Contrada, Forino, Mercogliano, Moschiano, Mugnano del Cardinale, Taurano, Visciano (NA).

## Demografia
| Variação demográfica do município entre 1861 e 2011                               |
|                                                                                   |
| Fonte: Istituto Nazionale di Statistica (ISTAT) - Elaboração gráfica da Wikipedia |